# Thuyết Nhạc toàn truyện
Thuyết Nhạc toàn truyện (giản thể: 说岳全传; phồn thể: 說岳全傳), tên đầy đủ là Tinh trung diễn nghĩa thuyết bản Nhạc vương toàn truyện (tiếng Trung: 精忠演义说本岳王全传), là một tiểu thuyết lịch sử Trung Quốc được nhiều tác giả, trong đó nổi bật nhất là nhà văn Tiền Thái và Kim Phong thời nhà Thanh tổng hợp, sáng tác và hoàn thiện.
Thuyết Nhạc toàn truyện có nội dung chủ yếu mô tả cuộc chiến tranh Tống – Kim với nhân vật chính là danh tướng Nhạc Phi triều Nam Tống. Tại Việt Nam, bộ tiểu thuyết được xuất bản dưới tên gọi Nhạc Phi diễn nghĩa.

## Tác giả
Tiền Thái (giản thể: 钱彩; phồn thể: 錢彩), tự Cẩm Văn (tiếng Trung: 錦文), người Nhân Hòa, tỉnh Chiết Giang, sống vào thời Khang Hi - Ung Chính (1661 – 1735) hoặc thời Càn Long (1736 – 1795). Không rõ tiểu sử của Tiền Thái, chỉ biết ông là người đã tổng hợp lại các phiên bản truyền kỳ về Nhạc Phi thành bộ tiểu thuyết Thuyết Nhạc toàn truyện gồm 20 quyển 80 hồi, được xuất bản dưới dạng liên hoàn họa vào năm 1912.
Kim Phong (giản thể: 金丰; phồn thể: 金豐), tự Đại Hữu (tiếng Trung: 大有), người Vĩnh Phúc, tỉnh Phúc Kiến, sống vào thời Càn Long (1736 – 1795). Kim Phong là người đã viết lời tựa và chỉnh sửa phiên bản Thuyết Nhạc của Tiền Thái, chia nội dung thành 80 hồi như ngày nay. Bản in đầu tiên của Thuyết Nhạc toàn truyện vào năm 1864 thời Đồng Trị là phiên bản của Kim Phong.

## Nội dung

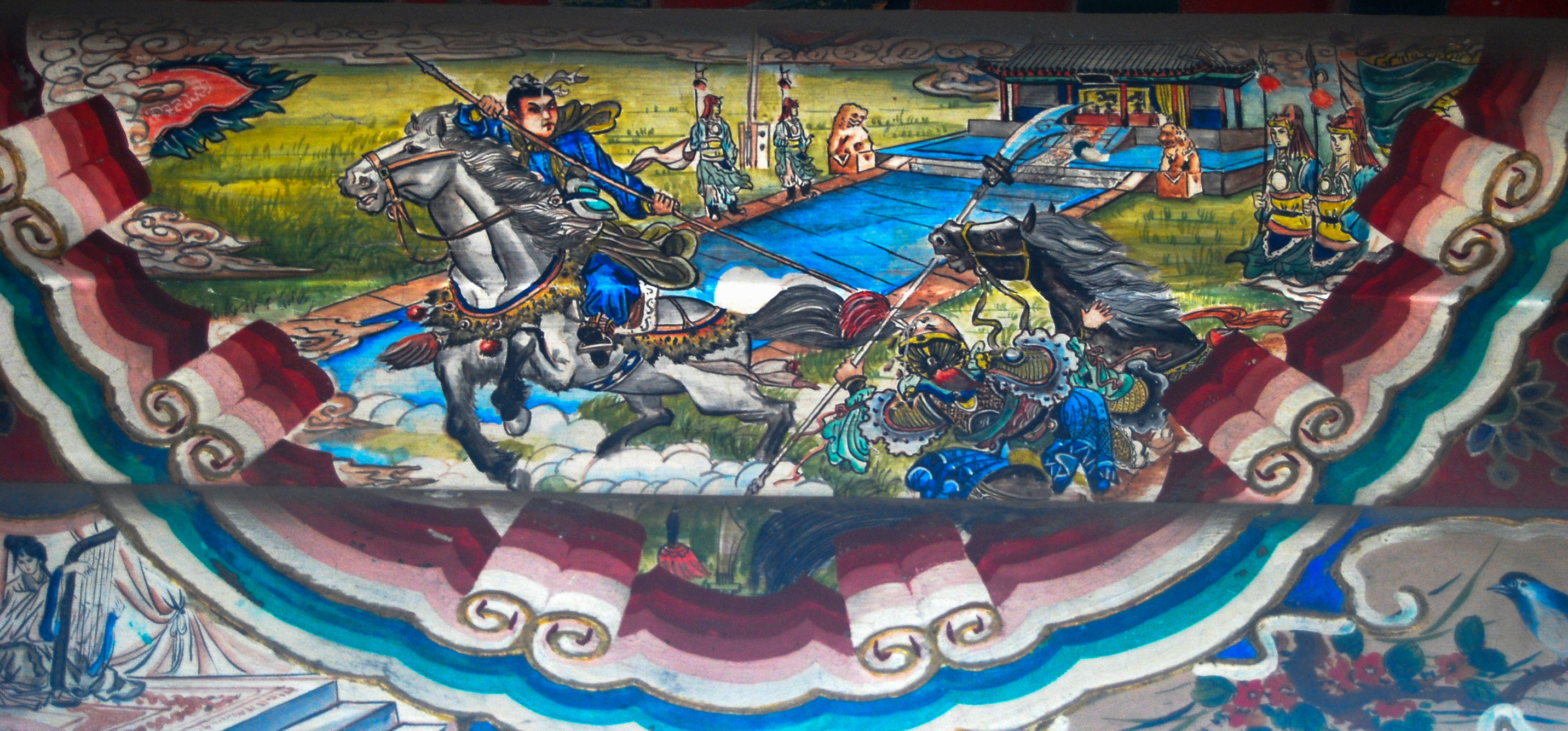
Nhạc Phi đâm chết tiểu Lương vương (bích họa Di Hòa viên).

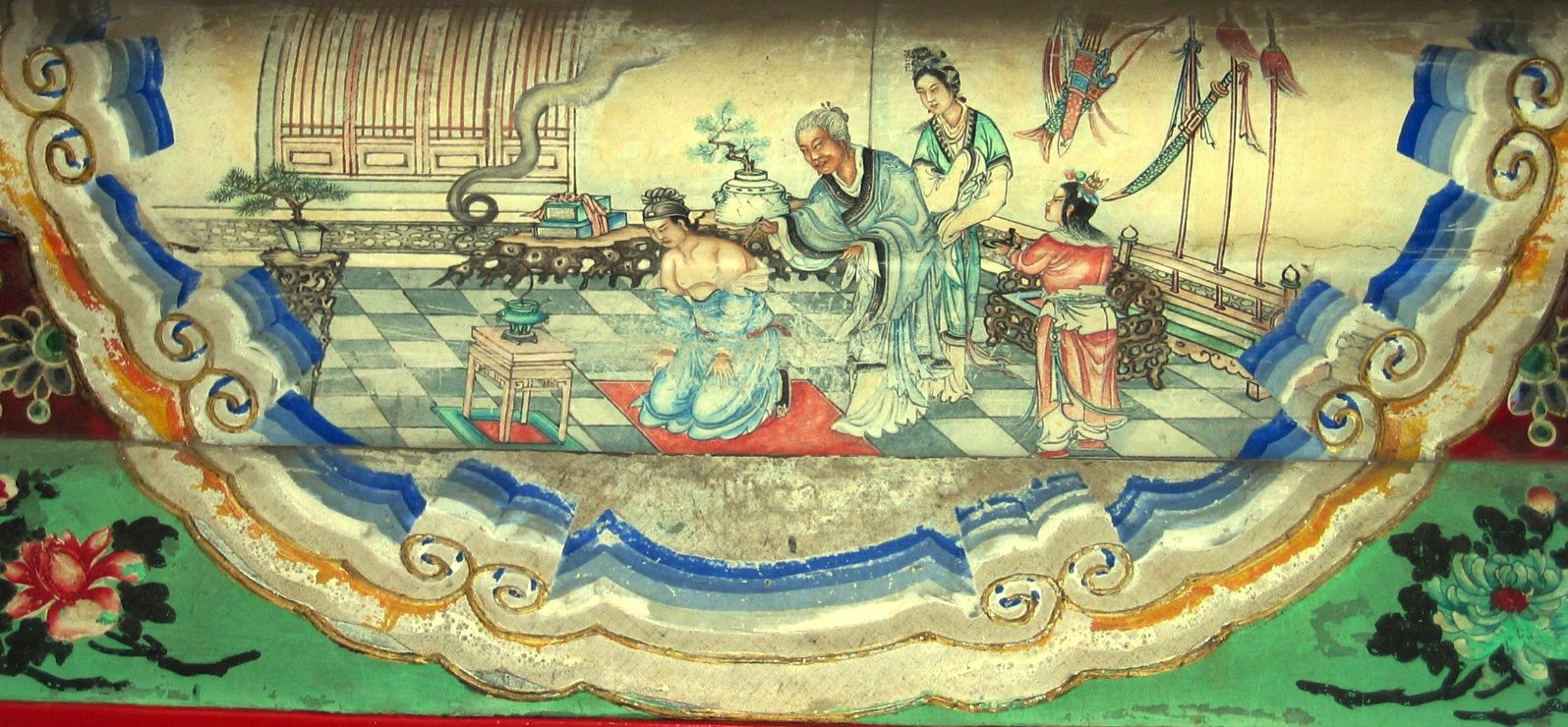
Nhạc mẫu khắc chữ Tinh trung báo quốc lên lưng Nhạc Phi.

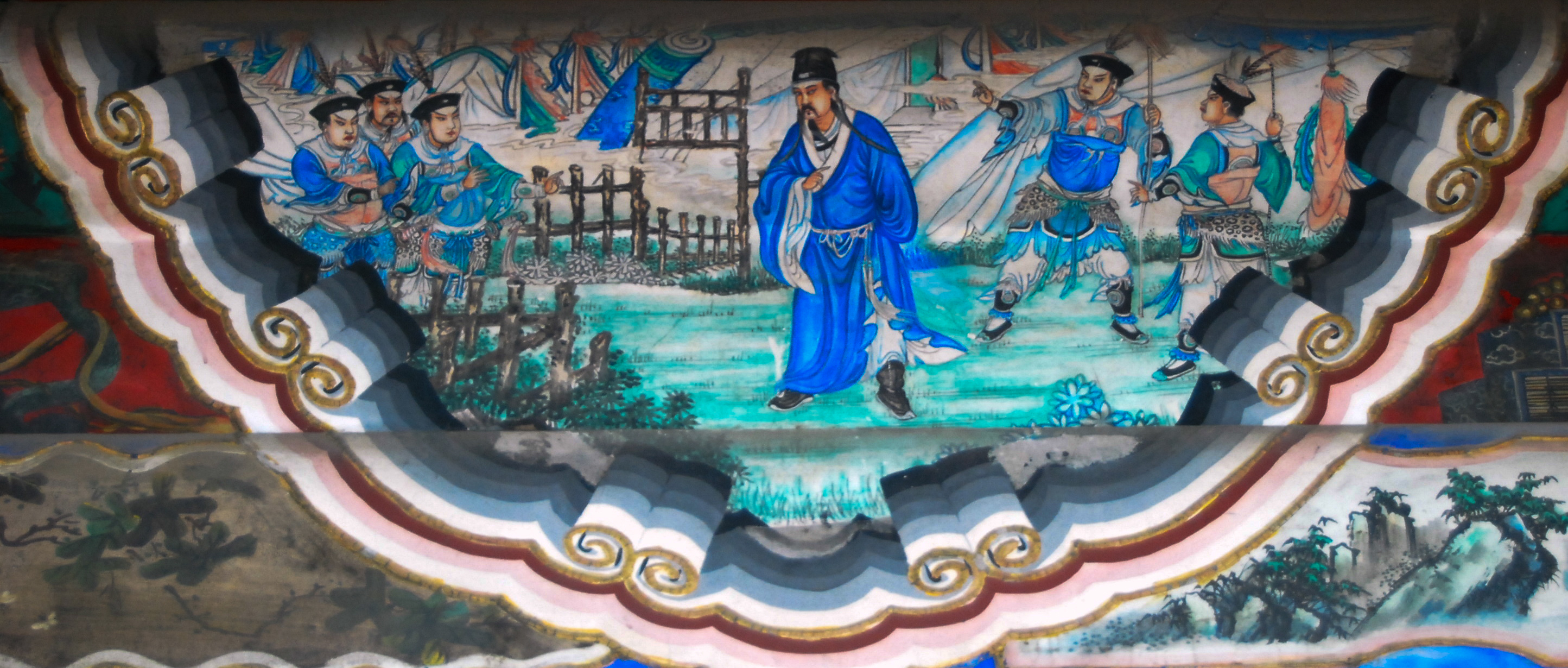
Vương Tá chặt tay vào trại Kim.

Nội dung của Thuyết Nhạc toàn truyện có thể chia thành hai bộ phận:
Phần thứ nhất từ hồi 1 đến hồi 61 xoay quanh Nhạc Phi, gồm các tình tiết: Bái sư Chu Đồng; Đâm chết tiểu Lương vương; Bắc Tống diệt vong, Nam Tống thành lập; Nhạc mẫu khắc chữ; Đại chiến núi Ngưu Đầu; Nhạc Vân tòng quân; Đại thắng trấn Chu Tiên. Cuối cùng, Nhạc Phi, Nhạc Vân, Trương Hiến bị gian thần Tần Cối hãm hại, lấy tội danh "có lẽ có" để hành quyết. Nhạc gia quân bị giải tán, một số tự sát, một số quy ẩn, một số chờ thời báo thù. Nội dung phần này về cơ bản có sự tham khảo sử liệu, có lồng ghép một số sự kiện lịch sử.
Phần thứ hai từ hồi 62 đến hồi 80 xoay quanh Nhạc Lôi, Nhạc Lâm và Ngưu Cao, gồm các tình tiết: Lưu đày Ba Thục; Nhạc Lôi bắc phạt; Ngưu Cao ngồi chết Ngột Truật. Cuối cùng, quân Kim sợ hãi cầu hòa, đem trả linh cữu của Tống Huy Tông, Tống Khâm Tông. Các tướng lĩnh Nhạc gia quân đều được phong thưởng. Nội dung phần này hoàn toàn là hư cấu.

## Nhân vật
| Nhạc gia quân - Nhạc Phi - Nhạc Vân - Thang Hoài - Ngưu Cao - Trương Hiến - Vương Quý - Dương Tái Hưng - Cao Sủng - Quan Linh - Nhạc Lôi | Triều đình Nam Tống - Tống Cao Tông - Tần Cối - Lý Cương - Lý Nhược Thủy - Tông Trạch - Trương Sở - Hàn Thế Trung - Lương Hồng Ngọc - Kim Tiết - Hô Diên Chước | Triều đình nhà Kim - Hoàn Nhan Ô Cốt Đả - Cáp Mê Xi - Ngột Truật - Hồ Hãn - Hoàn Nhan Kim Đạn Tử - Lục Văn Long - Sơn Sư Đà - Trương Thúc Dạ - Hàn Thường - Bồ Lô Ôn | Phản quân - Lưu Dự - Lưu Lân - Trương Bang Xương - Dương Ma - Vương Tá - La Diên Khánh - Yến Thanh - Thích Phương - Tào Thành - Tào Ninh |

## Nhận xét
Điểm phê phán lớn nhất của bộ tiểu thuyết nằm ở các chi tiết thần quái, hàm chứa quan niệm nhân quả báo ứng trong Phật giáo. Nhạc Phi được mô tả là Đại Bằng Kim Dực Minh vương đậu trên đầu Phật Tổ Như Lai, do mổ chết Nữ Thổ Bức mà bị giáng trần. Nữ Thổ Bức đầu thai vào nhà họ Vương, gả cho Tần Cối, hãm hại Nhạc Phi. Tống Huy Tông được mô tả là Cửu Hoa Trường Mi đại tiên giáng trần, nhưng vì chỉ lo ăn chơi hưởng lạc, tin dùng gian thần, nên thiên đình phái Xích Tu Long đầu thai làm Ngột Truật để bắt Huy Tông phải chết trong khổ sở chốn sa mạc hòng chuộc tội. Trong truyện còn có nhiều chi tiết nhân vật chính gặp bế tắc, phải nhờ tới sự xuất hiện của nhân vật thần tiên hiển linh để hóa kiếp trừ tai.
Theo nhà văn Trịnh Chấn Đạc, các nhân vật trong Thuyết Nhạc toàn truyện được khắc họa vô cùng đơn điệu: Nhạc Phi bị thần hóa thành không gì không làm được. Các huynh đệ của Nhạc Phi sau khi gia nhập Nhạc gia quân hầu như biến thành những nhân vật không có chủ kiến. Ngược lại, nhân vật Ngưu Cao lại được khắc họa tương đối thú vị, được dân chúng yêu thích. Điều này thể hiện trình độ non nớt của tác giả, đó là còn chưa so sánh với Tam quốc diễn nghĩa hay Tây du ký.
Nguyên chánh án Hồng Kông Dương Thiết Lương, người đã dành nhiều năm (1964 – 1995) để biên tập và dịch Thuyết Nhạc toàn truyện sang tiếng Anh (với tên General Yue Fei) đã nhận xét rằng dù Thuyết Nhạc là một cuốn tiểu thuyết lịch sử, nhưng có quá nhiều nội dung dựa trên các truyền thuyết dân gian được diễn biến qua nhiều thế kỷ. Một số người còn ngộ nhận nội dung tiểu thuyết là lịch sử.

## Tại Việt Nam
Tại Việt Nam, bản dịch Thuyết Nhạc toàn truyện sớm nhất là của Nguyễn Chánh Sắt, được xuất bản ở Sài Gòn năm 1928 bởi Tín Đức thư xã, với tên gọi Nhạc Phi diễn nghĩa. Năm 1989, Nhà xuất bản Tổng hợp Tiền Giang xuất bản bản dịch của Mộng Bình Sơn, vẫn để tên gọi như bản dịch cũ. Bản dịch này được Nhà xuất bản Văn học tái bản nhiều lần. Tuy nhiên, tất cả bản in cho đến 2019 đều để không ghi tên tác giả, hoặc để tên tác giả khuyết danh.